# Capanna Quarnèi
La capanna Quarnèi è un rifugio alpino situato sulle Alpi Lepontine a 2.107 m s.l.m. nella valle Malvaglia, comune di Serravalle (frazione Malvaglia), Canton Ticino.

## Storia
La capanna fu inaugurata nel 1999.

## Caratteristiche e informazioni
La capanna è disposta su 4 piani e dispone di un refettorio per un totale di 60 posti. In assenza del gestore è disposizione un piano di cottura invernale a legna ed a gas e relativi utensili da cucina. Nel rifugio vi sono sei stanze per un totale di 58 posti letto. I servizi igienici sono all'interno. Il riscaldamento è a legna, con acqua corrente in capanna. L'illuminazione è garantita da un pannelli solari e da una turbina.

## Accessi
- Cusiè 1.666 m Cusiè è raggiungibile in automobile. - Tempo di percorrenza: 1,30 ore - Dislivello: 500 metri - Difficoltà: T2
- Dandrio 1.220 m Dandrio è raggiungibile in automobile. - Tempo di percorrenza: 3 ore - Dislivello: 900 metri - Difficoltà: T2.

## Escursioni
- Laghetto dei Cadabi (2.646 m)[1] - Tempo di percorrenza: 2,30 ore - Dislivello: 450 metri - Difficoltà: T2.

## Traversate
- Capanna Adula UTOE 2 ore
- Capanna Adula CAS 2,30 ore
- Capanna Prou 3,30 ore